# Conservatorio Botánico Alpino Nacional de Gap-Charance
El Conservatorio Botánico Alpino Nacional de Gap-Charance en francés : Conservatoire botanique national alpin de Gap-Charance (CBNA), es un jardín botánico conservatorio nacional, especializado en plantas alpinas, de 2 hectárea dentro de unos jardines de unas 220 hectáreas de extensión, que se encuentra en Gap, Francia.

## Localización
Ubicado en el "Domaine de Charance", a unos 4 km al noreste de Gap, Hautes-Alpes, Provence-Alpes-Côte d'Azur, Cedex France-Francia.
Planos y vistas satelitales,44°34′34.68″N 6°3′4.68″E / 44.5763000, 6.0513000
Está abierto a diario en los meses cálidos del año. La entrada es gratuita. 

## Historia
El jardín botánico fue establecido en 2004 mediante un estatuto de ámbito nacional, con el objetivo de conservar y estudiar las especies de plantas alpinas de siete Departamentos franceses: Ain, Alpes de Haute-Provence, Hautes-Alpes, Drôme, Isère, Savoie, y Haute-Savoie. 
Se alberga dentro de los antiguos establos del Señorío de Charance, y mantiene un pequeño jardín con invernaderos además de un herbario con unos 10 000 especímenes.

## Colecciones
La finca más grande consta de 220 hectáreas de extensión, con jardines en terrazas, y un parque en estilo inglés. 
Entre sus colecciones destacan
- Colección de 1500 variedades de rosas antiguas,
- Colección de 800 variedades de perales,
- Colección de 550 variedades de manzanas.